# Olof Sandberg (regeringsråd)
Olof Sandberg, född 26 november 1679, död 23 april 1750 i Kungsholms församling, Stockholm, var en svensk ämbetsman.

## Biografi
Sandberg föddes 1679. Han var son till lagmannen Olof Sandberg och Anna Catharina Hyltenia. Sandberg blev 3 oktober 1694 student vid Lunds universitet. Han blev 1699 auditör vid Norra skånska kavalleriregementet och fortsatte 1703 som auditör vid ett flertal regementen. År 1705 var han krigssekreterare vid svenska armen i Polen och år 1706 guvernementssekreterare i Wismar. Sandberg blev 1710 krigssekreterare vid svenska armen i Tyskland. Från juni 1715 till 17 augusti 1715 var han krigsråd. Han utnämndes den 28 augusti 1718 till regeringsråd i Bremen och Verden, men tillträde aldrig tjänsten. 
Sandberg invaldes 20 juni 1739 som ledamot av Kungliga Vetenskapsakademien, samma år som akademien grundades. Han avled 1750 i Kungsholms församling, Stockholm.

### Familj
Sandberg gifte sig första gången 4 december 1708 med Dorotea Steb, som var dotter till regeringsrådet Johan Steb och Christina von Bremen. De fick tillsammans sonen Carl Gustaf Sandberg (1709–1757).
Sandberg gifte sig andra gången 29 september 1713 med Margareta Grevesmühl (1694–1722), som var dotter till handelsmannen Engelbrekt Grevesmül och Ingrid Hansdotter Törne. De fick tillsammans barnen löjtnanten Fredrik Mauritz Sandberg (1714–1751), Vilhelm Julius Sandberg (1716–1718), sekreteraren Adolf Sandberg (1717–1794), Ulrika Sandberg (1720–1721) och jägmästaren Ernst August Sandberg (1721–1749).
Sandberg gifte sig tredje gången 27 august 1724 med Anna Eleonora von Pful (död 1725). De fick tillsammans sonen beridaren Olof Sandberg (1725–1753).
Sandberg gifte sig fjärde gången 21 oktober 1727 med Johanna Catharina Wallrawe (död 1731), som var dotter till lanträntmästaren Herman Wallrawe och Catharina Köhnman. De fick tillsammans barnen Herman Sandberg (1728–1749) och Salomon Sandberg (1730–1730).
Sandberg gifte sig femte gången 28 augusti 1733 i Stockholm med Anna Catharina Flöger (1717–1775). De fick tillsammans barnen Ulrika Sandberg (1742–1793) och Catharina Sandberg (1743–1817).